# Pfeffelbach
Pfeffelbach là một đô thị ở huyện Kusel, bang Rheinland-Pfalz, phía tây nước Đức. Đô thị Pfeffelbach có diện tích 11,28 km².